# Аграрная партия Молдовы
Аграрная партия Молдовы (рум. Partidul Agrar din Moldova) — левая политическая партия в Республике Молдова. Образована 21 ноября 1991. До 10 июля 2004 года носила название Аграрно-демократическая партия Молдовы.

## История партии
На основе создания Аграрной партии Молдовы (АПМ), носящей до июля 2004 года название Аграрно-демократическая партия Молдовы (АДПМ), стоял парламентский клуб «Жизнь села», созданный в апреле 1990 и имеющий в составе 60 депутатов. Создание АДПМ имело место 19 октября 1991 года, когда Съезд утвердил программу и устав партии и избрал Дмитрия Моцпана на должность председателя партии.
10 августа 1993 года парламентский клуб «Жизнь села» и независимые депутаты обвинили депутатов Народного Фронта Молдовы (НФМ) в некомпетенции, приписывая им провал от 4 августа 1993 года — ратификации экономического раздела соглашения учреждения СНГ и потребовали досрочные парламентские выборы. Парламент Республики Молдова приняла решение об организации досрочных парламентских выборов 27 февраля 1994 года.

## Результаты на выборах
На парламентских выборах 1994 года Аграрно-демократическая партия Молдовы получила 43,18 % голосов избирателей и 56 мандатов в парламенте РМ.
Аграрно-демократическая партия Молдовы приняла участие во всеобщих местных выборах 16 апреля 1995 года, получив следующие результаты:
- В Mуниципальные и районные советы — 46,97 % голосов и 643 мандата.
- В Городские и сельские советы — 53,70 % голосов и 6 504 мандатов.
- 520 кандидатов партии были избраны примарами (64,76 %).

На президентские выборы 1996 года Аграрно-демократическая партия Молдовы выдвинула кандидатом премьер-министра Андрея Сангели. По результатам выборов Андрей Сангели получил 9,47 % голосов и 4 место.
На парламентских выборах 1998 года Аграрно-демократическая партия Молдовы получила 3,63 % голосов избирателей и не преодолела избирательный порог.
На всеобщих местных выборах 1999 года Аграрно-демократическая партия Молдовы участвовала в составе Блока коммунистов, аграриев и социалистов.
- Муниципальные советы и советы уездов — 33,26 % голосов и 118 мандатов.
- Городские и сельские советы — 32,17 % голосов и 2 235 мандата.
- 124 кандидата блока были избраны примарами.

На досрочных парламентских выборах 2001 года Аграрно-демократическая партия Молдовы получила 1,16 % голосов избирателей.
Аграрно-демократическая партия Молдовы приняла участие во всеобщих местных выборах 25 мая 2003 года, получив следующие результаты:
- В Mуниципальные и районные советы — 2,60 % голосов и 31 мандат.
- В Городские и сельские советы — 2,65 % голосов и 268 мандатов.
- 18 кандидатов партии были избраны примарами (2,00 %).

На всеобщих местных выборах 2007 года Аграрная партия Молдовы участвовала самостоятельно.
- Городские и сельские советы — 0,04 % голосов и 3 мандата.